# Пульгар, Фернандо дель
Фернандо дель Пульгар (исп. Fernando del Pulgar, также Hernando del Pulgar, * до 1430 г. Пульгар близ Толедо; † после 1492 г. Испания) — испанский придворный и дипломат, историк и хронист, секретарь короля Энрике IV и королевы Изабеллы I.

## Жизнь и творчество
Родился в Пульгаре близ Толедо в семье Диего Родригеса де Толедо-Пульгар. В качестве года рождения называются 1425 и 1436-й. По происхождению был из семьи маранов, принявших католичество евреев, либо сам был иудеем, принявшим христианство. Детство Фернандо дель Пульгара прошло при дворе короля Кастилии Хуана II. Позднее он становится секретарём кастильского короля Энрике IV и на его службе выполняет различные дипломатические поручения, в частности, в 1473 году участвует в посольстве в Рим, а в 1474–1475 году — в Париж. 
После 1476 года, когда скончался король Энрике IV, Фернандо дель Пульгар служит при дворе королевы Кастилии Изабеллы I как секретарь и посол для поручений, а затем становится историком и хронистом. В 1478-1482 годах был удалён от королевского двора. Отъезд в провинцию был вызван его опалой из-за критики действий введённой в Кастилии инквизиции. В эти годы Фернандо дель Пульгар начинает составлять своё главное историко-литературное произведение — «Хронику католических королей» (Crónica de los Reyes Católicos). Это можно заключить из сохранившейся переписки Фернандо с королевой Изабеллой, в частности, из его письма, датированного 1482 годом, в котором он сообщает ей о работе над своей хроникой, а также о скором возвращении ко двору. 
Когда и где скончался этот придворный дипломат и историк, сведения не сохранились, однако известно, что это произошло после 1492 года, события которого описаны в хрониках писателя, как в уже названной Crónica de los Reyes Católicos, так и в посвящённой взятию кастильскими войсками Гранады в 1492 году Tratado de los Reyes de Granada.

## Сочинения
- Crónica de los señores Reyes Católicos don Fernando y doña Isabel («Хроника их католических величеств дона Фернандо и доньи Изабель»)
- Tratado de los Reyes de Granada
- Crónica de los Señores Reyes Católicos Don Fernando y Doña Isabel de Castilla y Aragón
- Claros varones de Castilla